# Rubén Murillo
Rubén Dario Murillo Minota (* 28. Januar 1990 in Apartadó) ist ein kolumbianischer Bahnradsportler, der auf die Kurzzeitdisziplinen und insbesondere auf die Disziplin Teamsprint spezialisiert ist.

## Sportliche Laufbahn
Rubén Murillo war als Kind sehr bewegungsaktiv, und er spielte zunächst erfolgreich Fußball. Er wurde in die Regionalauswahl berufen, wo er neben dem späteren Nationalspieler Juan Cuadrado spielte. Radsport betrieb er zunächst als BMX-Rennen; den Radsport finanzierte er von dem kleinen Gehalt, das er schon mit Fußball verdiente. Nachdem er nach Medellín gezogen war, um dort eine weiterführende Schule zu besuchen, fuhr er erstmals auf einer Radrennbahn. In der Folge wechselte er zum Bahnradsport. Als einziger dunkelhäutiger Radsportler seines Landes erhielt er von seinen Sportkameraden den Beinamen Sombra (Schatten).
2014 errang Murillo gemeinsam mit Fabián Puerta und Santiago Ramírez Morales bei den Südamerikaspielen, den Zentralamerika- und Karibikspiele und den Panamerikameisterschaften insgesamt drei Silbermedaillen. 2016 und 2017 wurden die drei Fahrer gemeinsam Panamerikameister im Teamsprint. Bei den Südamerikaspielen 2018 gewann Murillo mit Puerta und Kevin Quintero im Teamsprint. 2019 belegten Santiago Ramírez Morales, Kevin Quintero und Juan Esteban Arango bei den Panamerikaspielen Rang zwei. Bei den Südamerikaspielen 2022 in Asunción, der Hauptstadt Paraguays, gewann er den Sprint und den Teamsprint.

## Erfolge
2014
- Südamerikaspiele – Teamsprint (mit Fabián Puerta und Santiago Ramírez Morales)
- Panamerikameisterschaft – Teamsprint  (mit Fabián Puerta und Santiago Ramírez Morales)
- Zentralamerika- und Karibikspiele – Teamsprint (mit Fabián Puerta und Santiago Ramírez Morales)

2016
- Panamerikameister – Teamsprint (mit Fabián Puerta und Santiago Ramírez Morales)

2017
- Panamerikameister – Teamsprint (mit Fabián Puerta und Santiago Ramírez Morales)

2018
- Südamerikaspiele – Teamsprint (mit Fabián Puerta und Kevin Quintero)
- Panamerikameisterschaft – Teamsprint (mit Fabián Puerta, Santiago Ramírez Morales und Kevin Quintero)
- Zentralamerika- und Karibikspiele – Teamsprint (mit Fabián Puerta, Anderson Parra und Santiago Ramírez Morales)

2019
- Panamerikaspiele – Teamsprint (mit Santiago Ramírez Morales, Kevin Quintero und Juan Esteban Arango)
- Kolumbianischer Meister – Teamsprint (mit Santiago Ramírez Morales und Vincent Pelluard)

2021
- Panamerikameister – Teamsprint (mit Kevin Quintero und Santiago Ramírez Morales)

2022
- Südamerikaspielesieger – Sprint, Teamsprint (mit Carlos Echeverri und Juan Henao)

2023
- Panamerikaspiele – Teamsprint (mit Carlos Echeverri und Kevin Quintero)

2025
- Panamerikameisterschaft – Teamsprint (mit Kevin Quintero und Cristian Ortega)